# Fiat ESV
Sous l'appellation FIAT ESV (Experimental Safety Vehicle), le constructeur italien FIAT a présenté une série expérimentale d'automobiles en 1971, en nombre limité d'exemplaires, pour répondre aux critères de sécurité passive.

## Histoire
En 1971, l'organisme américain NHSB - National Highway Safety Bureau, devenu ensuite National Highway Traffic Safety Administration, NHTSA - lance un concours réservé aux constructeurs américains, pour la construction d'un véhicule, entièrement nouveau, devant garantir une sécurité passive maximale.
À fin décembre 1971, seuls deux constructeurs américains s'étaient portés candidats : American Machine & Foundry et Fairchild Hiller, deux sociétés qui n'appartenaient pas au secteur de la construction automobile et qui n'avaient donc pas à défendre leur image de marque dans la profession. Vu le peu d'intérêt rencontré, il fut décidé d'élargir l'offre à tous les constructeurs mondiaux. En 1972, les constructeurs américains Ford et General Motors ainsi que les européens FIAT, Mercedes Benz, Volkswagen et les japonais Nissan et Honda ont adhéré à cette invitation.
Les véhicules sont baptisés ESV, acronyme de Experimental Safety Vehicle - Véhicule Expérimental de Sécurité. Ce même sigle sera ensuite utilisé par d'autres constructeurs automobiles, européens et japonais, pour nommer les véhicules sûrs conçus sur la base du cahier des charges établi lors des différentes conférences qui se sont tenues les années suivantes : Paris en janvier 1971, Sindelfingen en septembre 1971, Washington en juillet 1972 et Kyoto en mars 1973. 
FIAT Auto a participé au projet avec 3 modèles, dont la caractéristique esthétique principale est une protection très voyante des faces avant et arrière, en plastique noir où figure le logo ESV et un chiffre indiquant le poids du véhicule en livres, comme prescrit dans le cahier des charges américain.
FIAT sera le seul constructeur à aligner 3 modèles dans les 3 catégories de poids distinctes :

## ESV 1500

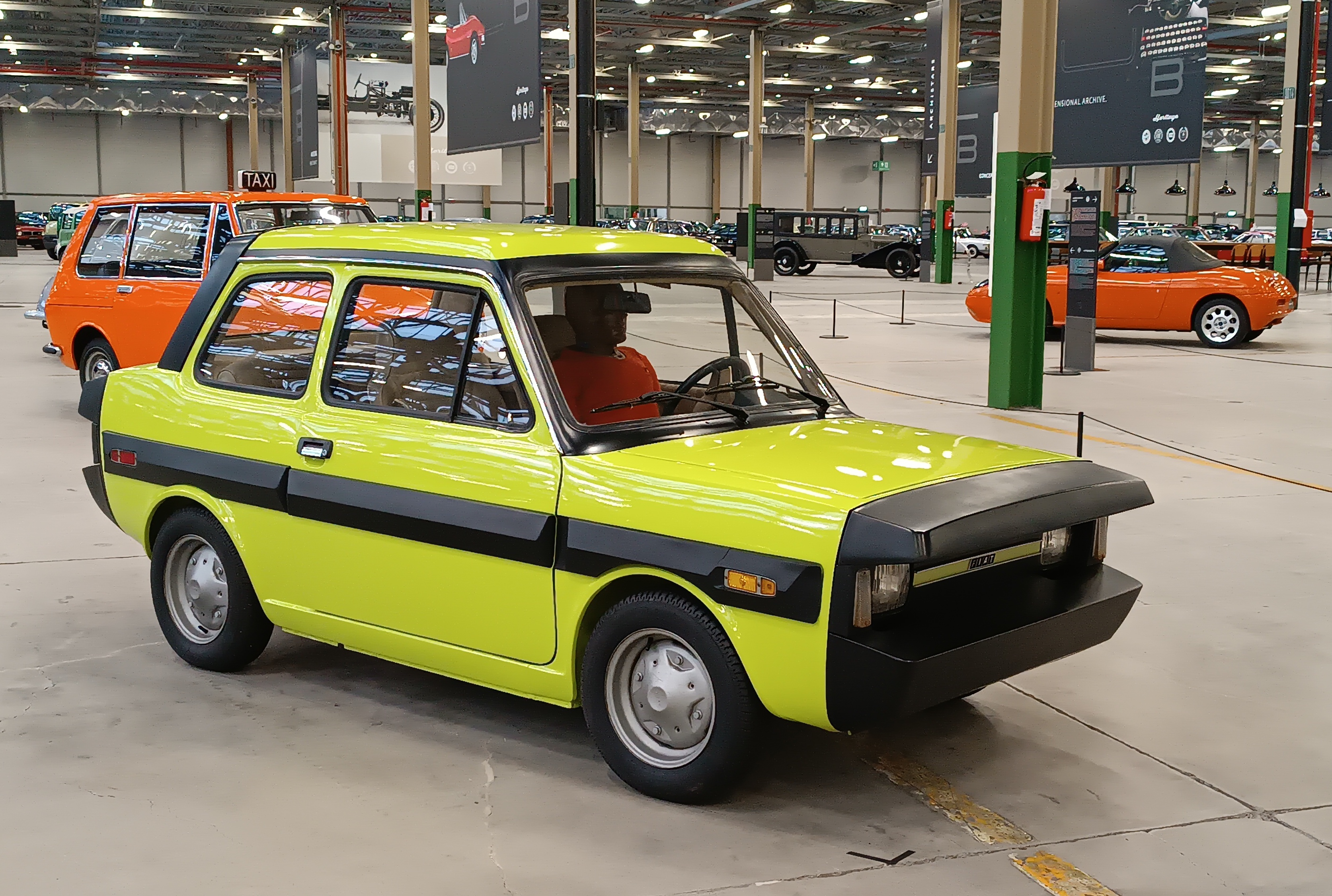
FIAT ESV 1500

La  FIAT ESV 1500, pèse environ 680 kg et est dérivée des modèles de série FIAT 500 et FIAT 126, que ce soit pour la carrosserie comme pour la motorisation. La voiture, comme ses deux références, dispose de la propulsion arrière. 13 exemplaires de ce modèle expérimental ont été produits pour les présentations de Washington en 1972 et Kyoto en 1973.

## ESV 2000

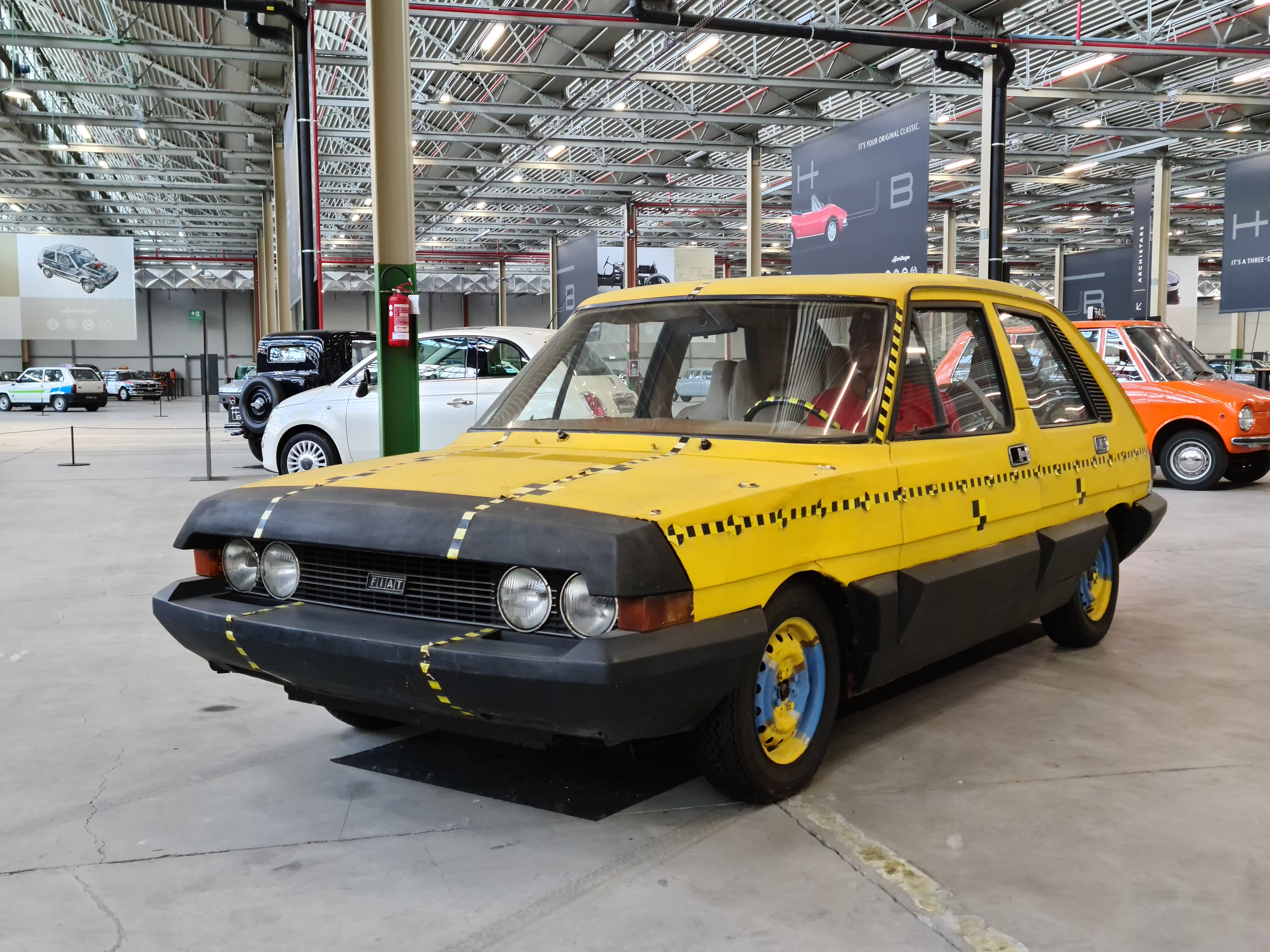
FIAT ESV 2000

La FIAT ESV 2000 pèse 1 165 kg et est dérivée de la FIAT 128. La carrosserie comporte 5 portes et la mécanique reprend le schéma à traction avant du modèle de référence. Elle dispose du moteur de 1 290 cm3, le même moteur qui équipait la FIAT 128 1300, mais son poids a augmenté de 360 kg par rapport au modèle commercialisé.

## ESV 2500

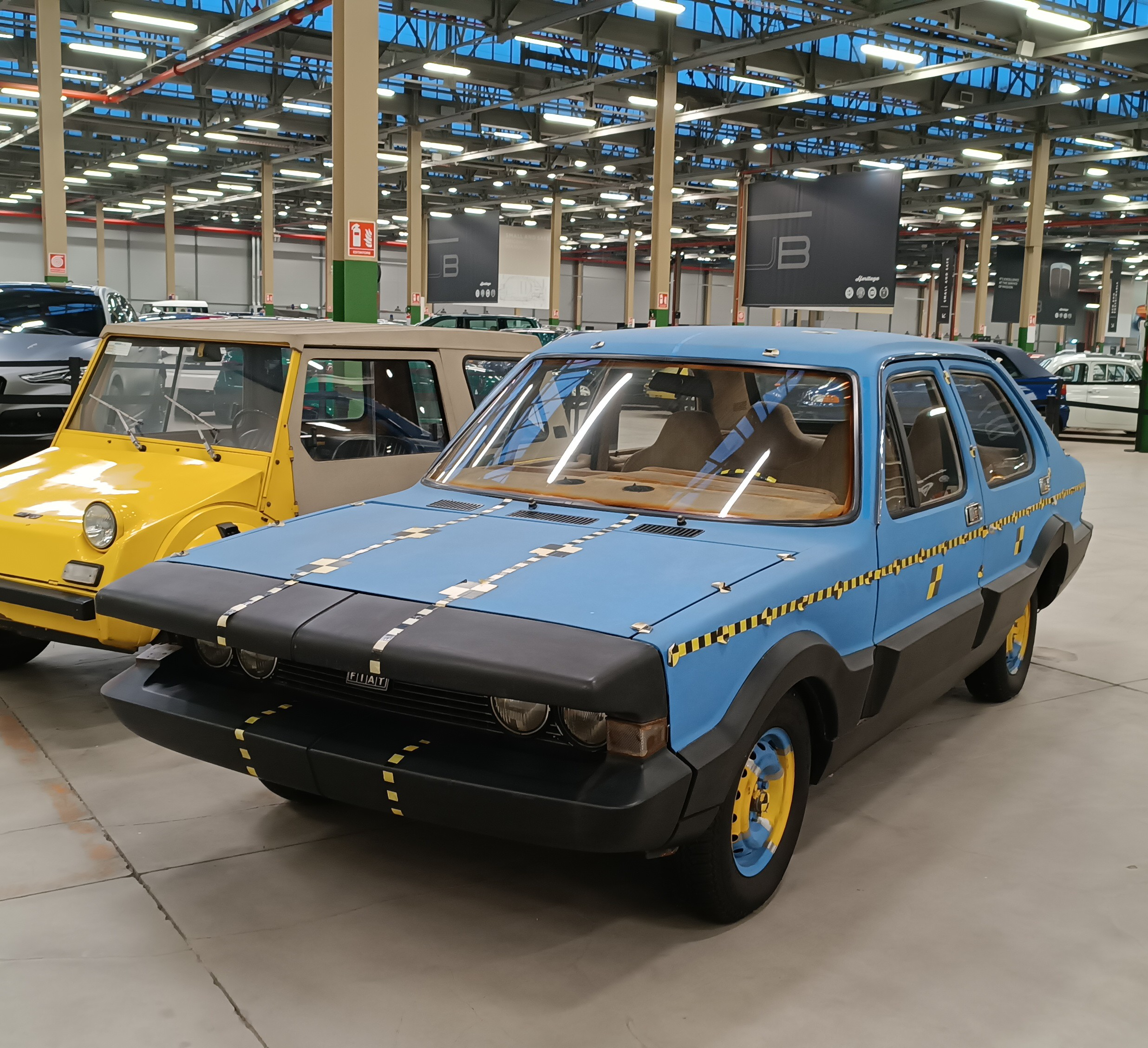
FIAT ESV 2500

La FIAT ESV 2500 dérive directement de la FIAT 124 avec une architecture traditionnelle, moteur à l'avant et propulsion arrière. Son poids est quasiment le double de celui du modèle de référence.

## Les autres prototypes
Au total, cette participation au programme ESV aura permis à FIAT Auto de produire 47 exemplaires de ces véhicules à sécurité renforcée entre 1972 et 1974. 
Il est resté de cette expérience une prise en compte de la sécurité passive au niveau de la règlementation à travers des normes plus sévères qui ont conduit à imposer aux constructeurs des conceptions plus étudiées au niveau des déformations à absorption d'énergie des parties avant et arrière. Les modèles, surtout venant de l'Europe du Nord comme les Volvo, qui étaient bâtis sur des longerons du type châssis de camion et considérées des voitures bélier dangereuses, ont été abandonnés.
Il faut souligner que FIAT a été le seul constructeur à participer au programme expérimental ESV avec 3 modèles différents. D'autres constructeurs ont présenté leurs études en la matière comme : 
- Ford ESV, prototype conçu sur la base de la Galaxie 500 LTD, ce sera un des modèles les mieux réussis, sans ajouts extérieurs exagérés.

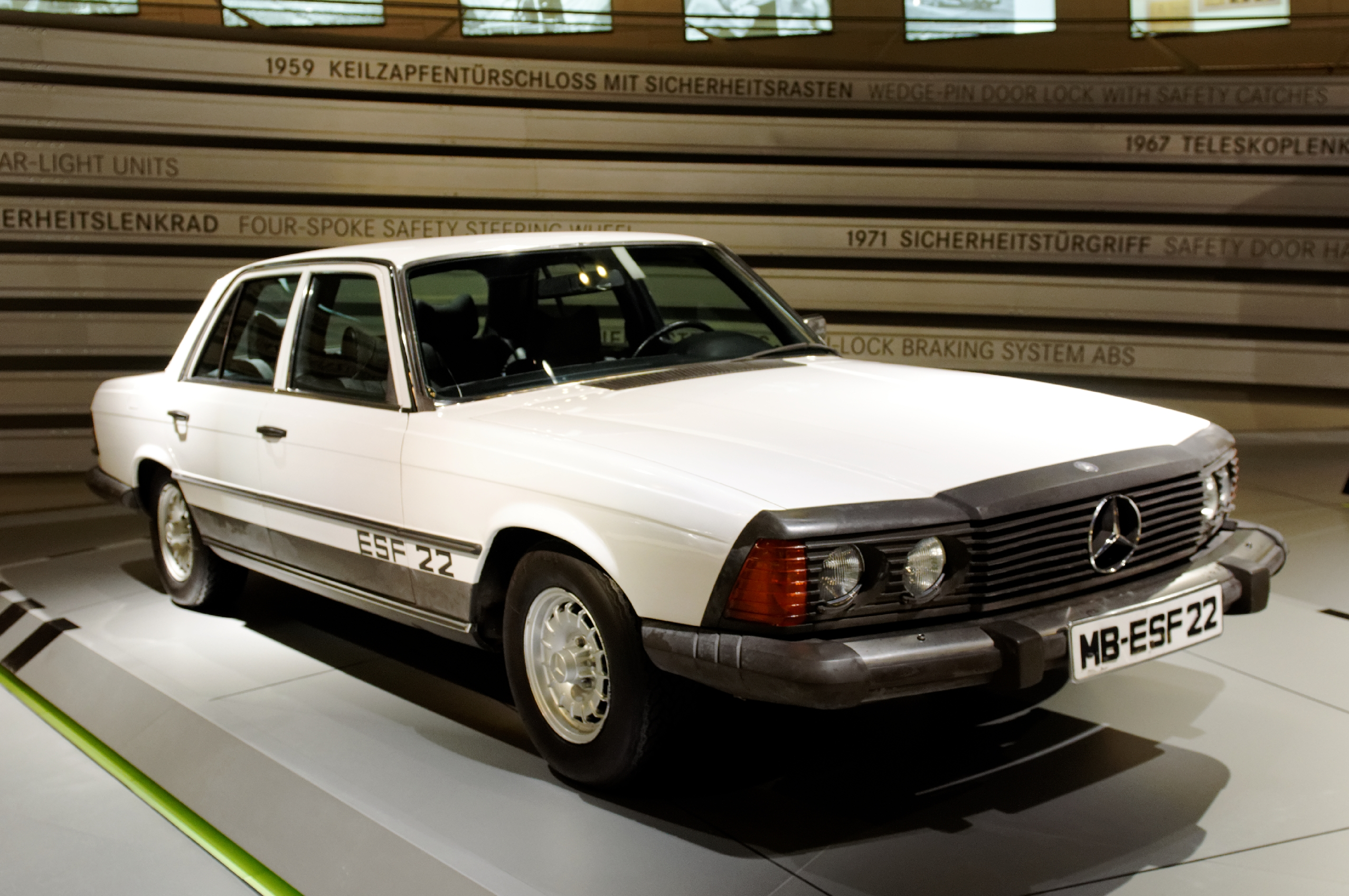
Mercedes-Benz ESF 22

- Mercedes-Benz a présenté l'ESF 05, construite sur la base de la 250, à la 2e conférence ESV de Sindelfingen en octobre 1971. La voiture anticipait plusieurs innovations en matière de sécurité active et passive, comme le système de freinage antiblocage ABS, l'airbag et le pré-tensionneur de ceinture de sécurité. Le prototype sera refusé car ne disposant pas d'un espace vital intérieur suffisant, créant un sentiment de claustrophobie. Il a fallu attendre 1973 pour voir l'ESF 22 sur la base de la 450. La Mercedes-Benz ESF 22 était le 3e véhicule ESF. Il a été présenté lors de la 4e conférence internationale de Kyoto, en mars 1973. Le modèle suivant ESF 24, basé sur la Classe S de la série 116, n'a pas été examiné car non conforme au cahier des charges.
- Volkswagen a présenté un premier prototype basé sur l'Audi 100. Le second, présenté en 1974, dérivait de la Golf,
- Volvo a présenté sa VESC sans châssis en profilés en U mais avec des extrémités déformables,
- Nissan a présenté 2 prototypes très légèrement différents basés tous les deux sur la Bluebird U. En 1974, Nissan a présenté la NSV qui n'a pas été terminée, par manque de temps (?).
- Opel a présenté l'OSV 40 basée sur la Kadett.
- Honda a présenté son ESV uniquement en 1973 à la conférence de Kyoto. Ce n'était pas un véritable prototype d'étude mais une adaptation bon marché d'un modèle de série.
- Toyota a présenté tardivement un prototype afin de préparer son entrée sur le marché américain. C'était un coupé avec simplement des parechocs renforcés.
- Renault, bon dernier, a présenté sa BRV (Basic Research Vehicle) en 1974, juste quelques heures avant l'arrêt des travaux de la commission. Pour justifier ce retard, Renault a invoqué trois ans de travail en collaboration avec Peugeot, la police et des médecins spécialisés en traumatologie (!).

## FIAT V.S.S.
En 1981, au Salon de l'automobile de Turin, FIAT Auto a présenté un nouveau prototype de voiture expérimentale portant les progrès sur la sécurité effectués par la marque italienne. Ce prototype reprend la structure ultra sécuritaire de la FIAT Ritmo/Strada. Étudié en collaboration avec l'architecte Renzo Piano et le cabinet de design I.De.A Institute de Turin. Le projet FIAT Ritmo V.S.S. a marqué le début de la fabrication des véhicules à sous-ensembles.
La FIAT Ritmo VSS expérimentale, fabriquée dans le cadre du programme « Automobile 2000 », ressemble à un véritable kit de construction composé d'un châssis en acier très haute résistance et d'un ensemble de panneaux de carrosserie, sans aucune fonction portante, en plastique. En variant les pièces, il était possible de modifier la forme et la nature de la voiture, passant d'une berline trois volumes à une berline deux volumes ou à un break.
Ce choix, inventé par le cabinet d'ingénierie I.De.A Institute et mis en œuvre pour la première fois au monde, visait à obtenir une grande flexibilité en termes de formes extérieures, de production et d'assemblage tout en réduisant le poids du véhicule. Vingt ans plus tard, ces questions sont devenues primordiales pour l'ensemble des constructeurs automobiles. Initialement, les neuf panneaux extérieurs pouvaient être produits séparément, en tant que « sous-systèmes » complets, puis assemblés sur une ligne d'assemblage finale. Cette technique de production est utilisée par de nombreux constructeurs automobiles en grande série.

## Liens exterieurs
- (it) Histoire et photos des prototypes ESV
- (it) Histoire et photos de la Fiat VSS